# The Wildlands Conservancy
The Wildlands Conservancy (TWC) ist ein 1995 gegründeter Naturschutzverband mit Sitz im Census-designated place Oak Glen im San Bernardino County in Kalifornien. Ziel des Naturschutzverband ist es Land für den Naturschutz und die öffentliche Erholung zu sichern. TWC besitzt 25 vereinseigene Schutzgebiete mit einer Fläche von mehr als 81.000 Hektar im Westen der Vereinigten Staaten in den Bundesstaaten Kalifornien, Oregon und Utah. Das Schutzgebietssystem von TWC umfasst eine Vielzahl von Landschaften, darunter Berge, Täler, Wüsten, Flüsse und Küstengebiete. Die TWC kauft Land, renaturiert Land, baut öffentliche Besuchereinrichtungen und bietet Bildungsprogramme für Kinder an. Die gesamte Nutzung wie Wandern, Camping und Bildungsprogramme sind kostenlos. Jährlich werden über 1,5 Millionen Besucher in den eigenen Preserves (Schutzgebieten) gezählt.

## Geschichte
Mit dem California Desert Protection Act von 1994 wurden zwei Nationalparks, ein National Preserve and 69 Wilderness Areas eingerichtet. Innerhalb dieser neu ausgewiesenen Schutzgebiete gab es jedoch weiterhin privaten Grundbesitz der nicht zu den Schutzgebieten gehört. Ziel der 1995 gegründeten The Wildlands Conservancy war solche Privatflächen zu kaufen und dauerhaft zu schützen. Land wurde Teils Bundesbehörden gespendet um es in Bundesschutzgebieten einzugliedern. Andere Flächen wurden zu Preserves genannten Schutzgebiete von TWC. Von 1995 bis 2000 richtete die TWC eine Reihe von eigenen Schutzgebieten in Südkalifornien ein, unter anderem in den San Bernardino Mountains und in Wüstengebieten.
Im Zeitraum von 1999 bis 2004 unternahm die TWC umfangreiche Anstrengungen zum Erwerb von 646.000 Hektar privaten Grundbesitzes in der kalifornischen Wüste. Diese Ländereien wurden anschließend an verschiedene Regierungsbehörden übertragen, um sie dauerhaft als Teile von Bundesschutzgebieten zu schützen.
Im Jahr 2005 erwarb die TWC eine historische Forellenzuchtanlage mit 3.200 Hektar und sanierte das Gebiet, was zur Einrichtung des Whitewater Preserve führte. Dieses Reservat ist von der San Gorgonio Wilderness des Bureau of Land Management umgeben. Die Wildlands Conservancy erwarb weitere 3.200 Hektar im Whitewater-Korridor, die an das Bureau of Land Management gespendet wurden.
Ab 2005 dehnte sich die TWC ihre Aktivitäten nach Nordkalifornien aus und kaufte Land entlang des Eel River und der Sonoma Coast.
Zwischen 2015 und 2021 setzte die TWC ihre Naturschutzbemühungen fort, indem sie verschiedene Schutzgebiete in ganz Kalifornien einrichtete, darunter auch in der östlichen Sierra Nevada.
Im Jahr 2016 wies Präsident Barack Obama, nach einer von Senatorin Dianne Feinstein vorgeschlagene Gesetzgebungsinitiative, die drei National Monumente Sand to Snow National Monument, Mojave Trails National Monument und Castle Mountains National Monument aus. Im Rahmen dieser Ausweisungen umfasste das Sand to Snow National Monument das Whitewater Preserve und das Mission Creek Preserve von TWC. Darüber hinaus trugen erhebliche Flächen, die die TWC zuvor erworben und an Regierungsbehörden übertragen hatte, zum Mojave Trails National Monument bei.
Im Jahr 2022 dehnte die TWC ihre Naturschutzinitiativen über die Grenzen Kaliforniens nach Oregon aus. TWC kaufte für 16,5 Millionen Dollar die 30.000 Acre große Cherry Creek Ranch im Wheeler County und machte daraus das Enchanted Rocks Preserve. Es gibt dort die Bestrebungen das Sutton Mountain National Monument auszuweisen.
2023 erfolgte mit dem Erwerb von Land am Rande des Bears Ears National Monument die Ausdehnung der Aktivitäten auf Utah. Mehr als 200 Organisationen, Stiftungen und Einzelpersonen unterstützten den Ankauf des 320 Hektar großen Fläche Cottonwood Wash.
Im Juli 2023 verkaufte Mike Markkula seine 14,000 Acre große Rana Creek Ranch im Carmel Valley (Monterey County) an TWC für 35 Millionen Dollar. The Wildlands Conservancy finanzierte den Ankauf mit einer Mischung aus privater und öffentlicher Unterstützung. 24 Millionen Dollar kamen vom California Wildlife Conservation Board und 2 Millionen Dollar von der State Coastal Conservancy. Nördlich grenzt die vom Naturschutzverband The Nature Conservancy 2008 gekaufte Dorrance Ranch an. Diese wurde für 6,95 Millionen Dollar gekauft, davon waren 3,01 Millionen Dollar von California Wildlife Conservation Board.